# Them That Follow
Them That Follow is een Amerikaanse thriller uit 2019, geschreven en geregisseerd door Britt Poulton en Dan Madison Savage.

## Verhaal
Diep in de Appalachen leidt dominee Lemuel Childs een geïsoleerde gemeenschap van slangenbehandelaars, een duistere sekte van Pinkstermensen die bereidwillig giftige slangen nemen om hun waarde voor God te bewijzen. Terwijl haar toegewijde dochter Mara zich voorbereidt op haar trouwdag, wordt onder het toeziend oog van Hope Slaughter een gevaarlijk geheim ontdekt en wordt ze gedwongen de dodelijke traditie van haar vaders kerk onder ogen te zien.

## Rolverdeling
| Acteur         | Personage                |
| -------------- | ------------------------ |
| Olivia Colman  | Hope Slaughter           |
| Kaitlyn Dever  | Dilly Picket             |
| Alice Englert  | Mara Childs              |
| Jim Gaffigan   | Zeke Slaughter           |
| Walton Goggins | Lemuel Childs            |
| Thomas Mann    | August "Augie" Slaughter |
| Lewis Pullman  | Garret                   |

## Release
De film ging in première op 27 januari 2019 op het Sundance Film Festival. Kort daarna verwierven 1091 Media en Sony Pictures Worldwide Acquisitions respectievelijk de Amerikaanse en internationale distributierechten voor de film. De film werd in de Verenigde Staten uitgebracht op 2 augustus 2019.

## Ontvangst
Op Rotten Tomatoes heeft Them That Follow een waarde van 59% en een gemiddelde score van 6,00/10, gebaseerd op 93 recensies. Op Metacritic heeft de film een gemiddelde score van 57/100, gebaseerd op 23 recensies.